# Screen Actors Guild Life Achievement Award
Screen Actors Guild's National Honors og Tributes Committee udeeler en årlig "Life Achievement Award", "for outstanding achievement in fostering the finest ideals of the acting profession." (da: for den mest fremragende præsentation, i at skabe/støtte de flotteste idealer i skuespillerprofessionen). Denne award blev ikke uddelt i 1964 eller 1981.

## Prismodtagere
De følgende skuespillere har modtaget prisen.
| 1960'erne - 1962: Eddie Cantor - 1963: Stan Laurel - 1965: Bob Hope - 1966: Barbara Stanwyck - 1967: William Gargan - 1968: James Stewart - 1969: Edward G. Robinson 1970'erne - 1970: Gregory Peck - 1971: Charlton Heston - 1972: Frank Sinatra - 1973: Martha Raye - 1974: Walter Pidgeon - 1975: Rosalind Russell - 1976: Pearl Bailey - 1977: James Cagney - 1978: Edgar Bergen - 1979: Katharine Hepburn | 1980'erne - 1980: Leon Ames - 1982: Danny Kaye - 1983: Ralph Bellamy - 1984: Iggie Wolfington - 1985: Paul Newman og Joanne Woodward - 1986: Nanette Fabray - 1987: Red Skelton - 1988: Gene Kelly - 1989: Jack Lemmon 1990'erne - 1990: Brock Peters - 1991: Burt Lancaster - 1992: Audrey Hepburn - 1993: Ricardo Montalban - 1994: George Burns - 1995: Robert Redford - 1996: Angela Lansbury - 1997: Elizabeth Taylor - 1998: Kirk Douglas - 1999: Sidney Poitier | 2000'erne - 2000: Ossie Davis og Ruby Dee - 2001: Edward Asner - 2002: Clint Eastwood - 2003: Karl Malden - 2004: James Garner - 2005: Shirley Temple Black - 2006: Julie Andrews - 2007: Charles Durning - 2008: James Earl Jones - 2009: Betty White 2010'erne - 2010: Ernest Borgnine - 2011: Mary Tyler Moore - 2012: Dick Van Dyke - 2013: Rita Moreno - 2014: Debbie Reynolds - 2015: Carol Burnett - 2016: Lily Tomlin - 2017: Morgan Freeman - 2018: Alan Alda - 2019: Robert De Niro |

## References
1. ↑  47th Life Achievement Recipient, 2010 Arkiveret 17. april 2012 hos  Wayback Machine from the SAG Awards website (with list of recipients from earlier years)
2. ↑  "1962 winner". Arkiveret fra originalen 15. oktober 2008. Hentet 2. maj 2008.
3. ↑  "1963 winner". Arkiveret fra originalen 7. september 2008. Hentet 2. maj 2008.
4. ↑  "1965 winner". Arkiveret fra originalen 15. oktober 2008. Hentet 2. maj 2008.
5. ↑  "1976 winner". Arkiveret fra originalen 7. september 2008. Hentet 2. maj 2008.
6. ↑  "1984 winner". Arkiveret fra originalen 7. september 2008. Hentet 2. maj 2008.
7. ↑  "1986 winner". Arkiveret fra originalen 7. september 2008. Hentet 2. maj 2008.
8. ↑  "1987 winner". Arkiveret fra originalen 15. oktober 2008. Hentet 2. maj 2008.
9. ↑  "1988 winner". Arkiveret fra originalen 15. oktober 2008. Hentet 2. maj 2008.
10. ↑  "1989 winner". Arkiveret fra originalen 7. september 2008. Hentet 2. maj 2008.
11. ↑  "1990 winner". Arkiveret fra originalen 15. oktober 2008. Hentet 2. maj 2008.
12. ↑  "1993 winner". Arkiveret fra originalen 7. september 2008. Hentet 2. maj 2008.
13. ↑  "1996 winner". Arkiveret fra originalen 7. september 2008. Hentet 2. maj 2008.
14. ↑  "1998 winner". Arkiveret fra originalen 15. oktober 2008. Hentet 2. maj 2008.
15. ↑  "1999 winner". Arkiveret fra originalen 7. september 2008. Hentet 2. maj 2008.
16. ↑  "2000 winner". Arkiveret fra originalen 7. september 2008. Hentet 2. maj 2008.
17. ↑  "2001 winner". Arkiveret fra originalen 15. oktober 2008. Hentet 2. maj 2008.
18. ↑  "2002 winner". Arkiveret fra originalen 7. september 2008. Hentet 2. maj 2008.
19. ↑  "2003 winner". Arkiveret fra originalen 15. oktober 2008. Hentet 2. maj 2008.
20. ↑  "2004 winner". Arkiveret fra originalen 15. oktober 2008. Hentet 2. maj 2008.
21. ↑  "2005 winner". Arkiveret fra originalen 7. september 2008. Hentet 2. maj 2008.
22. ↑  "2006 winner". Arkiveret fra originalen 15. oktober 2008. Hentet 2. maj 2008.
23. ↑  "2007 winner". Arkiveret fra originalen 3. juli 2008. Hentet 2. maj 2008.
24. ↑  2008 winner (Webside ikke længere tilgængelig)

## Eksterne links
- SAG's list of previous recipients Arkiveret 3. juli 2008 hos  Wayback Machine